# Pieńsk
Pieńsk (udtale: [pʲɛɲsk]; tysk: Penzig)  er en by  i  den  vestlige  del af  Voivodskabet Nedre Schlesien i det sydvestlige Polen.  Byen  har 5.645(2021) indbyggere og et areal på	9,92  km².  Den er en del af   powiatet (amt) Zgorzelec. Pieńsk ligger  på den østlige bred af floden Lausitzer Neiße, som danner grænsen mellem Polen og Tyskland.
Byen ligger cirka 11 km nord for Zgorzelec, og 140 km vest for den regionale hovedstad Wrocław.  Historisk betragtet som en del af Oberlausitz, selvom den  i begyndelsen af det 14. århundrede og igen fra 1815 er tættere forbundet med Nedre Schlesien.